# Alpenvereinseinteilung der Ostalpen
Die Alpenvereinseinteilung der Ostalpen (AVE) ist eine im Alpinismus übliche Einteilung der Ostalpen in 75 Gebirgsgruppen. Die grundlegende Einteilung erfolgt in Nördliche Ostalpen, Zentrale Ostalpen, Westliche Ostalpen, und Südliche Ostalpen. Diese vier Hauptteile sind in Gruppen (vorwiegend mit ... Alpen bezeichnet) und diese oft noch in Untergruppen (die oft ...gruppe genannt werden) geteilt.

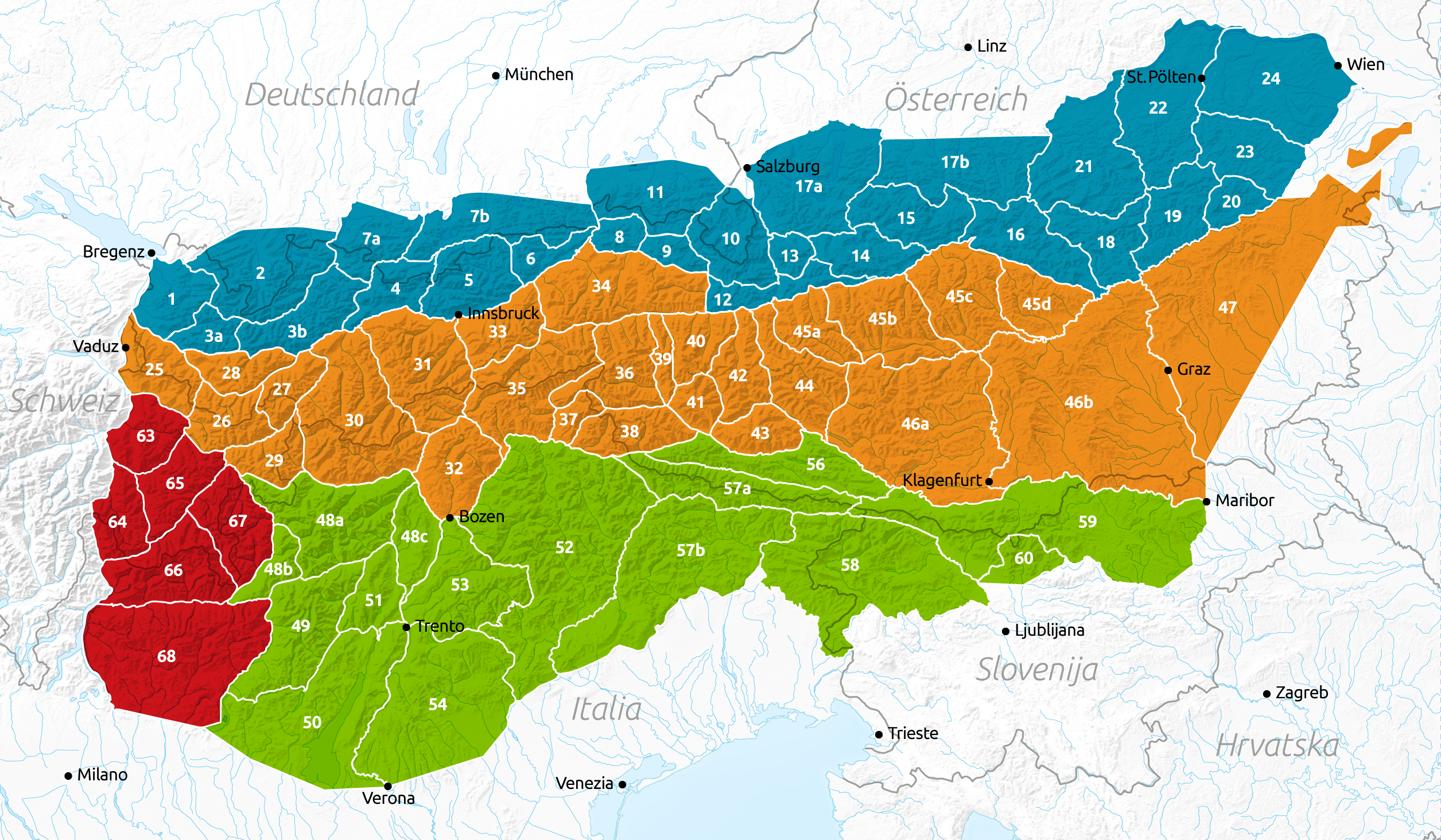
Übersichtskarte der Ostalpen mit der Alpenvereinseinteilung und -nummerierung
Nördliche Ostalpen
Zentrale Ostalpen
Südliche Ostalpen
Westliche Ostalpen Die Nummerierung entspricht der Liste der Gebirgsgruppen in den Ostalpen (nach AVE).

## Geschichte
Die Alpenvereinseinteilung der Ostalpen wurde von Franz Grassler 1982 erarbeitet und im Jahr 1984 im Alpenvereinsjahrbuch Berg '84 veröffentlicht. Sie ist aufgebaut auf der Moriggl-Einteilung (ME) von Josef Moriggl, dem Generalsekretär des Deutschen und Österreichischen Alpenvereins (DuÖAV), die erstmals 1924 im Ratgeber für Alpenwanderer (2. Auflage 1928) veröffentlicht wurde. Diese nach wie vor für den deutschsprachigen Raum (ohne die Schweiz) etablierte Einteilung der Ostalpen wurde vom Deutschen, Österreichischen und Südtiroler Alpenverein erarbeitet.
Benutzt wird die Einteilung unter anderem zur Basisnummerierung der Alpenvereinskarten.

## Aufbau der Gliederung
Die Ostalpen werden in vier Teilbereiche geteilt:
- Nördliche Ostalpen: 27 Gruppen
- Zentrale Ostalpen: 27 Gruppen
- Südliche Ostalpen: 15 Gruppen
- Westliche Ostalpen: 6 Gruppen

Die Einteilung beruht prinzipiell auf orographischen Gesichtspunkten und berücksichtigt die regional üblichen Gewohnheiten der Gebirgsgruppenbenennungen. Die Korrekturen nach Graßler von 1984 gehen auf gewisse geologische Probleme ein. Sie haben manche Gruppen nach Moriggl wegfallen lassen und dafür in anderen Gebieten feinere Unterteilungen getroffen. Diese Änderungen sind in fehlender Nummerierung und Buchstabenzusätzen erkennbar. Auch kamen als neue Gebiete die Westlichen Ostalpen hinzu. Dieses Gebiet ist nicht Arbeitsgebiet der genannten Vereine und stellt eigentlich die Fortsetzung der Süd- und Zentralalpen dar.
Abweichend vom früheren Schema werden die Salzburger Schieferalpen den Nördlichen Ostalpen zugeordnet, da sie Teil der Grauwackenzone sind, die das Grundgebirge der Kalkalpen bilden. Die Ortler-Alpen und die Sobretta-Gavia-Gruppe werden den Südlichen Ostalpen zugeteilt, geologisch gesehen liegen sie nördlich der Tonalelinie und werden zum Ostalpin gezählt.

## Geographische Charakteristika
Sechs Länder haben Anteil an den Gebirgsgruppen (da sich einige Gebirgsgruppen auf mehr als ein Land erstrecken, ist die Summe der Anteile größer als die Anzahl der Gruppen):  Deutschland (7 Gruppen),  Italien (23),  Liechtenstein (1),  Österreich (57),  Schweiz (10),  Slowenien (4)
Einziger Viertausender und höchster Berg der Ostalpen ist der Piz Bernina (4049 m ü. M.). Damit ist die Berninagruppe auch die höchste aller Ostalpengruppen. Zweithöchster Berg der Ostalpen und zugleich höchster Berg Südtirols ist der Ortler (3905 m s.l.m.) in den Ortler-Alpen. Dritthöchste Gruppe ist die Glocknergruppe mit dem höchsten Berg Österreichs, dem Großglockner (3798 m ü. A.). Weitere 22 Gruppen erreichen eine Höhe von über 3000 Metern. Einzige Gruppe in den Nördlichen Ostalpen mit einem Dreitausender sind die Lechtaler Alpen mit der Parseierspitze (3036 m ü. A.). Über 2000 Meter hoch sind 39 Gruppen; über 1000 Meter hoch sind 7 Gruppen. Nur eine Gruppe, der Wienerwald, hat einen höchsten Berg unter 1000 Meter: der Schöpfl ist nur 893 m ü. A. hoch.